# 꽃파는 처녀
《꽃파는 처녀》(꽃파는 處女)는 조선민주주의인민공화국의 혁명가극으로, 서경, 7장, 종장으로 구성되어 있다. 1930년 항일유격대 시절의 김일성이 10월 혁명 13주년 기념을 위한 자체 행사에서 직접 제작하여 공연했던 작품을 1972년 김정일의 지도하에 각색한 것으로 알려져 있다.
시대적 배경은 일제강점기 당시의 농촌이며, 가난한 머슴 가정의 순박한 처녀로서 어머니의 병 간호를 위해 낮에는 지주의 집에서 일하고 밤에는 꽃을 팔면서 살아가는 '꽃분이'가 주인공이다. 꽃분이 일가가 가난 때문에 겪는 고통과 슬픔, 지주와의 갈등이 묘사되고, 조선인민혁명군에 입대한 오빠의 영향을 받아 꽃분이의 세계관이 변화하는 과정을 섬세하게 그림으로써 투쟁을 통해서만 계급 모순이 가져오는 불행에서 벗어날 수 있다는 점을 강조하고 있다.

## 줄거리
일제 강점기에 꽃분이의 아버지가 농촌에서 농부로 일하던 도중에 배씨 성을 가진 지주로부터 좁쌀 2말을 빌려주었지만 빚을 갚지 못하면서 머슴으로 전락했고 나중에 지주의 명령에 따른 힘든 일의 후유증에 시달리다가 결국 사망하게 된다. 꽃분이의 오빠인 철용이는 아버지의 뒤를 이어 6년 동안 지주의 머슴으로 일하던 도중에 자신의 여동생인 순희가 지주의 악행으로 인해 시력을 잃게 되었다는 소식에 분노하게 된다. 철용이는 지주가 살던 집에 불을 지르면서 일제 경찰서에서 일하던 순사들과 형사들에 의해 체포되고 만다.
철용이의 어머니는 감옥에 수감된 철용이를 대신하여 지주의 머슴으로 일했지만 지주의 명령에 따라 계속되는 힘든 일에 시달리면서 병에 시달리게 된다. 이 소식을 접한 꽃분이는 어머니의 약값을 구하기 위해 자신이 살던 마을의 꽃을 꺾어서 마을 각지에 팔게 된다. 하지만 꽃분이의 어머니는 꽃분이가 꽃을 판 돈으로 마련한 약조차 접하지 못하고 사망하게 된다. 꽃분이는 감옥에 갇힌 오빠인 철용이를 찾기 위해 마을 각지를 돌아다니면서 자신의 불행은 남의 불행으로도 이어진다는 사실을 알게 된다. 그러던 중에 조선인민혁명군에 입대한 철용이를 만난 꽃분이는 마을 사람들과 함께 '혁명을 위한 투쟁의 여정'에 나서게 된다.

## 관련 작품
'꽃 사시오 꽃 사시오'라는 가사로 시작하는 주제곡 〈꽃파는 처녀〉가 잘 알려져 있고, 삽입곡으로는 〈혁명의 꽃씨앗을 뿌려간다네〉, 〈도라지〉 등이 있다.
혁명가극이 발표되던 같은 해에는 영화 《꽃파는 처녀》가 발표되었고, 1977년에는 동명 소설로 각색이 되었으며 조선민주주의인민공화국 1원 지폐 도안의 소재로 쓰였을 만큼, 사상성과 예술성, 대중성이 완벽하게 조화된 주체예술의 걸작으로 인정을 받고 있다.
조선민주주의인민공화국에서 꼽는 5대 혁명가극 중 하나이며, 《피바다》, 《한 자위단원의 운명》과 함께 3대 혁명대작이라고도 한다. 《꽃파는 처녀》가 인기를 끌면서 주인공 꽃분이를 본받고 배우자는 움직임이 일어났고, 1973년 초부터 '꽃파는 처녀 근위대원'이 각 생산단위에 조직되는 등 사회적으로 큰 반향을 일으켰다.

## 같이 보기
- 북한 영화
- 홍영희

## 참고 자료
- NK데이터베이스, 문화/예술 - 가극 작품
- 《연합뉴스》 (2007.5.23) 北, 혁명가극 '꽃파는 처녀' 재창작
- 꽃파는처녀 - 한국민족문화대백과사전
- 꽃파는 처녀 총보 : 불후의 고전적명작 <꽃파는 처녀>를 각색한 혁명가극 - 대한민국 통일부 북한자료센터